# Leventina
Distretto di Leventina är ett av de åtta distrikten i den italiensktalande kantonen Ticino i Schweiz. Distriktets huvudort är Faido, men den största orten är Airolo. 

## Geografi
Distriktet omfattar floden Ticinos dalgång ovanför Biasca. Det delas i dalarna Leventinadalen, mellan Biasca och Airolo, och Bedrettodalen, ovanför Airolo.

### Indelning
Distriktet består av fyra kretsar (circoli) som  består av totalt tio kommuner.
Kretsar:
- Airolo
- Faido
- Giornico
- Quinto

Kommuner:
| Vapen           | Namn            | Invånare 2023-12-31 | Yta i km² | Krets    |
| --------------- | --------------- | ------------------- | --------- | -------- |
| Airolo          | Airolo          | 1 464               | 94,35     | Airolo   |
| Bedretto        | Bedretto        | 101                 | 75,18     | Airolo   |
| Faido           | Faido           | 2 753               | 132,60    | Faido    |
| Bodio           | Bodio           | 899                 | 6,48      | Giornico |
| Giornico        | Giornico        | 795                 | 19,52     | Giornico |
| Personico       | Personico       | 309                 | 38,89     | Giornico |
| Pollegio        | Pollegio        | 854                 | 5,99      | Giornico |
| Dalpe           | Dalpe           | 181                 | 14,55     | Quinto   |
| Prato Leventina | Prato Leventina | 381                 | 16,82     | Quinto   |
| Quinto          | Quinto          | 943                 | 75,21     | Quinto   |

Samtliga kommuner i distriktet är italienskspråkiga.

### Kommunikationer
Sankt Gotthardpasset ligger norr om Airolo. I Airolo börjar väg- och järnvägstunnlarna under Sankt Gotthardspasset till Göschenen i Uri och genom Valle Leventina går en motorväg, som ofta har stark köbildning under turisthelger, och en järnväg till Biasca och Bellinzona. En andra passväg leder genom Val Bedretto över Nufenenpasset till Valais.